# 欲望は止まらない!
欲望は止まらない!（Insatiable）は、 ダラス・ロバーツとデビー・ライアン主演のローレングシスによって作成されたアメリカのダーク コメディドラマ Webテレビシリーズ。  これは、Jeff Chuによる2014年のニューヨークタイムズ記事「アラバマ州のページェントキング」に基づいている。  2018年8月10日にNetflixで初公開された。 2018年9月に一連の第二シーズンが更新され 2019年10月11日に初演するが 2020年2月、Netflixは第2シーズンを以て番組を打ち切った。   

## プロット
主人公の女子高生パティは、肥満体型を理由にいじめられてきたが、ダイエットに成功し美貌を手に入れる。そして、彼女はビューティコーチの特訓をうけてさらに美しくなり、いじめてきた者たちへ復讐していく。

## キャストとキャラクター

### メイン
- ダラス・ロバーツ -ロバート "ボブ"アームストロングジュニア[1]
- パトリシア「パティ」ブレイデル-デビー・ライアン
- ロバート「ボブ」バーナード-クリストファーゴーハム
- アンジー・ブラデル-サラ・コロンナ
- マグノリア・バーナード-エリン・ウェストブルック
- ノミー・トンプソン-キミー・シールズ
- ブリックアームストロング-マイケルプロボスト
- ディクシー・シンクレア-アイリーン・チェイ
- Coralee Huggins-Armstrong-Alyssa Milano [6]
- アーデンマイリン 、レジーナシンクレア（シーズン2、定期シーズン1）  [7]

## 論争
本作は原作者の実体験を題材としているものの、太った体型を恥とするファット・シェイミングを助長するとして、予告編が公開されたときから配信停止を呼びかける声が挙がっていた。
これに対し、番組の出演者からは、本作がファット・シェイミングではなく、「ファット・シェイミングによるダメージ」を題材としているとのコメントが寄せられた。